# Проспект Вернадского (район Москвы)
Проспе́кт Верна́дского — район в Москве, расположенный в Западном административном округе, а также соответствующее ему одноимённое внутригородское муниципальное образование. Район образован в 1995 году. Муниципальное образование — в 2003 году.

## Территория и границы
Граница района «Проспект Вернадского» проходит по: оси Ленинского проспекта, далее по оси русла реки Самородинки и оси её прудов, осям Мичуринского проспекта и улицы Лобачевского, северным границам домовладений № 92 и 92 (корпуса 3, 5, 6 и 4) по улице Лобачевского и домовладения № 85 по улице Удальцова, осям улиц Удальцова и Раменки, оси русла реки Раменки, осям проспекта Вернадского и улицы Кравченко до Ленинского проспекта.
Муниципалитет граничит с районами Ломоносовский, Обручевский, Очаково-Матвеевское, Раменки и Тропарёво-Никулино.
По данным на 2010 год площадь района составляет 465,14 га.

## Население
| 2002    | 2010    | 2012    | 2013    | 2014    | 2015    | 2016    |
| ------- | ------- | ------- | ------- | ------- | ------- | ------- |
| 56 564  | ↗61 045 | ↗61 587 | ↗62 214 | ↗62 709 | ↗62 921 | ↗63 452 |
| 2017    | 2018    | 2019    | 2020    | 2021    | 2023    | 2024    |
| ↗63 474 | ↗63 597 | ↗63 659 | ↗64 228 | ↗66 864 | ↘65 529 | ↘65 316 |

Площадь жилого фонда — 1831,03 тыс. м² (2010 год).

### Национальный состав
По итогам переписи населения 2020 года проживали следующие национальности (национальности менее 0,1 % и другое, см. в сноске к строке «Другие»):
| Национальность | Численность, чел. | Доля     |
| -------------- | ----------------- | -------- |
| Русские        | 46 397            | 69,39 %  |
| Татары         | 417               | 0,62 %   |
| Армяне         | 347               | 0,52 %   |
| Украинцы       | 274               | 0,41 %   |
| Евреи          | 188               | 0,28 %   |
| Узбеки         | 185               | 0,28 %   |
| Таджики        | 177               | 0,26 %   |
| Грузины        | 136               | 0,20 %   |
| Азербайджанцы  | 116               | 0,17 %   |
| Белорусы       | 110               | 0,16 %   |
| Чеченцы        | 87                | 0,13 %   |
| Киргизы        | 83                | 0,12 %   |
| Другие         | 18 347            | 27,46 %  |
| Итого          | 66 864            | 100,00 % |

## Герб и флаг

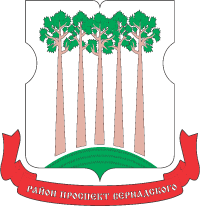
Герб района Проспект Вернадского

Герб и флаг района утверждены и внесены в Геральдический реестр города Москвы с присвоением регистрационного номера 1 марта 2005 года первоначально только для муниципального образования «Проспект Вернадского». Решением Совета депутатов муниципального округа Проспект Вернадского от 8 декабря 2015 года № 62/8, данный флаг был утверждён флагом муниципального округа Проспект Вернадского.
Герб района представляет собой серебряный щит московской формы, на котором изображены пять красных сосен с зелёными кронами, стоящие на зелёном холме. Сосны являются напоминанием об исторической особенности района — на его территории произрастали леса, славившиеся высококачественным строевым и корабельным лесом. Зелёный холм символизирует свойственный для этого муниципалитета рельеф местности.

## Происхождение названия
Район получил своё название по проспекту Вернадского, проходящему через муниципалитет. Сам проспект был назван в честь Владимира Ивановича Вернадского — выдающегося учёного-минералога, общественного деятеля и философа.

## История
Территория района располагалась между речками Раменкой и Самородинкой. Из Москвы сюда вело Боровское шоссе. В северо-западной части района находилась деревня Никольское, располагавшаяся немного к северу от шоссе на высоком правом берегу речки Самородинки. В 1907 году в ней на средства жителей была построена небольшая церковь Св. Николая Чудотворца, снесённая в 1941 году. В августе 1960 года Никольское и прилегающие территории включены в черту Москвы, сначала в Ленинский, а с 1968 году в Гагаринский район. Улицы села стали называться Юхновская, Староникольская и Новоникольская.
В начале 1960-х годов на нынешней территории района развернулось массовое жилищное строительство. Проложены улицы Удальцова, Лобачевского и продлён проспект Вернадского. В 1961—1963 годах были построены 32-33 и 34-35 кварталы Юго-Запада, состоящие в основном из 5-этажных домов («хрущёвок»). В декабре 1963 года открыта станция «Проспект Вернадского» Кировско-Фрунзенской (ныне Сокольнической) линии метрополитена. В 1966 году сооружены пять 10-этажных домов в начале улицы Удальцова и здание ЦНИИ «Электроника». В 1967 году на левом берегу речки Раменки по обеим сторонам Боровского шоссе (ныне превращено в парковую аллею) создан Парк им. 50-летия Октября. В 1968—1991 гг. на территории района находились районный комитет КПСС и Исполком Совета народных депутатов Гагаринского района Москвы. В 1974 году построен кинотеатр «Звёздный». В 1977—1979 годах село Никольское было снесено. В 1985 году перед кинотеатром «Звёздный» установлен памятник Ю. А. Гагарину (скульптор Ю. Чернов).
В 1991 году образован Западный административный округ и в его составе муниципальный округ «Проспект Вернадского», с 1995 года получивший статус района Москвы. В 1997—1998 годах построена Новая Олимпийская Деревня для спортсменов I Всемирных юношеских игр, которые проходили в Москве в 1998 году. С 1999 года в округе ведётся снос 5-этажных домов, построенных в начале 1960-х.

## Главы управы района
- 2011 — 2014  — Василий Васильевич Урванов.
- 2015 — декабрь 2016 — Гаджимурад Изамутдинович Изутдинов.
- с марта 2017 — Иван Юрьевич Малышев.

## Транспорт
В центре района расположена станция метро Сокольнической линии «Проспект Вернадского» и Большой кольцевой линии «Проспект Вернадского». Для жителей района части улиц Лобачевского и Коштоянца ближайшей станцией метро является «Юго-Западная» (Тропарёво-Никулино). На границе районе располагаются станция метро Большой кольцевой линии «Новаторская». Идёт строительство Троицкой линии (станция «Новаторская»), которая пройдёт через район.

## Экология
Экологическая обстановка района оценивается как благополучная, у которой единственным отрицательным фактором являются исключительно интенсивные автотранспортные потоки.

## Парки и скверы
На территории района находятся 2 крупных парка. Парк 50-летия Октября, основанный в 1967 году, разбит на берегах реки Раменка, между улицами Удальцова и проспектом Вернадского. В 2018 году в парке была завершена комплексная реконструкция: здесь появились 12 детских и 12 спортивных площадок, вело- и беговая дорожка, новые павильоны.
В рамках подготовки к Летним Олимпийским играм 1980 года на границе районов Проспект Вернадского и Тропарёво-Никулино был обустроен парк Олимпийской деревни. В 2015 году здесь стартовали работы по реконструкции, которая была запланирована впервые с момента основания парка. Благоустройство проводилось с упором на спортивную инфраструктуру: была проложена велодорожка, открылся клуб лыжников и бегунов, волейбольная и баскетбольная площадки и другие объекты.
Помимо этого, в районе Проспект Вернадского есть другие озеленённые территории: бульвар «Никулина роща», зона отдыха вокруг Удальцовских (Кравченских) прудов. На границе района (на территории районов Тропарёво-Никулино и Обручевский) находится Юго-Западный лесопарк.

## Учебные и научные организации
- Московский Государственный институт международных отношений
- Академия труда и социальных отношений